# Johann Hellwig (Orgelbauer)
Johann Hellwig (auch Hans Hellwig; * um 1560, † nach 1611) war ein deutscher Orgelbauer, der in Holstein und Polnisch Preußen wirkte.

## Leben und Werk
1589 reparierte er eine Orgel in Lübeck und wurde als aus Hamburg kommend bezeichnet. 1591/92 war ein Hans Hellwig Bürger in Thorn. Dieser stammte aus Grünberg (in Niederschlesien?). Ob beide dieselbe Person waren, ist unsicher.
1602 übernahm Johann Hellwig von der Neustadt aus Holstein einen Neubau in Thorn. 1603 unterschrieb Meister Hellwich aus Lübeck einen Vertrag in Danzig. Im selben Jahr erhielt ein Orgelbauer Hellwig Geld für Reparaturen im niedersächsischen Plate. Ob dies derselbe war, ist unsicher.
In den nächsten Jahren war er in Danzig und Thorn tätig und wurde 1611 letztmals in Danzig erwähnt. 1622 verfasste ein Hans Hellwig in Thorn sein Testament.

## Orgeln (Auswahl)
Von Johann Hellwig sind drei Orgelneubauten und einige Reparaturen und weitere Arbeiten bekannt. Erhalten sind die Prospekte der Marien- und der Jakobikirche in Toruń (Thorn), sowie Teile des Prospekts aus der Katharinenkirche in Danzig.
| Jahr            | Ort                    | Gebäude        | Bild | Manuale | Register | Bemerkungen |
| --------------- | ---------------------- | -------------- | ---- | ------- | -------- | --- |
| 1589            | Lübeck                 | St. Marien     |      |         |          | Reparatur der Totentanzorgel und Ergänzung eines Schalmeiregisters |
| 1602–1609       | Thorn (Toruń)          | St. Marien     |      | II/P    | 30       | Fortsetzung des Neubaus von Lorenz Weistock, 1879 Umbau durch A. Terletzki, 1925 Neubau durch D. Biernacki im alten Prospekt, 1976 elektropneumatische Traktur und neuer Spieltisch durch Cech, 2004 Restaurierung durch Cech, Prospekt erhalten |
| 1603            | Plate                  | St. Marien     |      |         |          | Reparaturen für 100 rthlr, einige Jahre später noch einmal 50 rthlr |
| 1603–1607       | Danzig (Gdańsk)        | St. Katharinen |      | III/P   | 33       | Neubau der großen Orgel und Restaurierung der Chororgel, 1910 Neubau von Wittek im alten Gehäuse, dieses 1943 ausgelagert. Teile davon erhalten (im Museum?)                                                                                     |
| 1609            | Marienwerder (Kwidzyn) | Dom            |      | II/P    | 16       | Neubau, 1860 abgerissen |
| 1611            | Thorn (Toruń)          | St. Jakob      |      | II/P    | 23       | Orgelbauer unsicher, wahrscheinlich nur Ergänzungen der Orgel von 1565, 1882 Neubau von W. Sauer im alten Prospekt, nach 1925 pneumatischer Umbau durch Wybrański, heute II/P, 25, Prospekt erhalten                                             |
| Danzig (Gdańsk) | St. Marien             |                |      |         |          | Reparaturen |

Möglich ist ein weiterer Neubau in Langenau.